# Игнатьев, Николай Иванович
Никола́й Ива́нович Игна́тьев (1880—1938) — русский морской офицер, капитан 1-го ранга, участник Цусимского сражения.

## Биография
Окончил Морской кадетский корпус в 1899 году, Артиллерийский офицерский класс.
За отличие при подавлении восстания ихэтуаней в Китае награждён орденом Св. Анны 4-й степени с надписью «За храбрость» (06.12.1901).
Участник Цусимского сражения (артиллерийский офицер крейсера «Жемчуг»), удостоен ордена Св. Анны 3-й степени с мечами и бантом (18.06.1907).
Штаб-офицер Морского Генерального штаба (1913—1915). C 7 мая 1914 года назначается начальником организационно-тактического отдела МГШ. 10 апреля 1916 года произведен в чин капитана первого ранга, а 1 июня 1917 года назначен начальником Главного управления кораблестроения.
Служил в РККФ, в конце 1918 года был лектором Курсов командного состава флота, членом-консультантом Научно-артиллерийской комиссии (с 25.10.1918).
В 1931—1934 гг. находился в заключении.
Арестован 25.11.1937, осуждён Военной коллегией Верховного суда СССР «за шпионаж», расстрелян 27.04.1938.
Реабилитирован 11.01.1969.